# Château d’eau de Montmartre

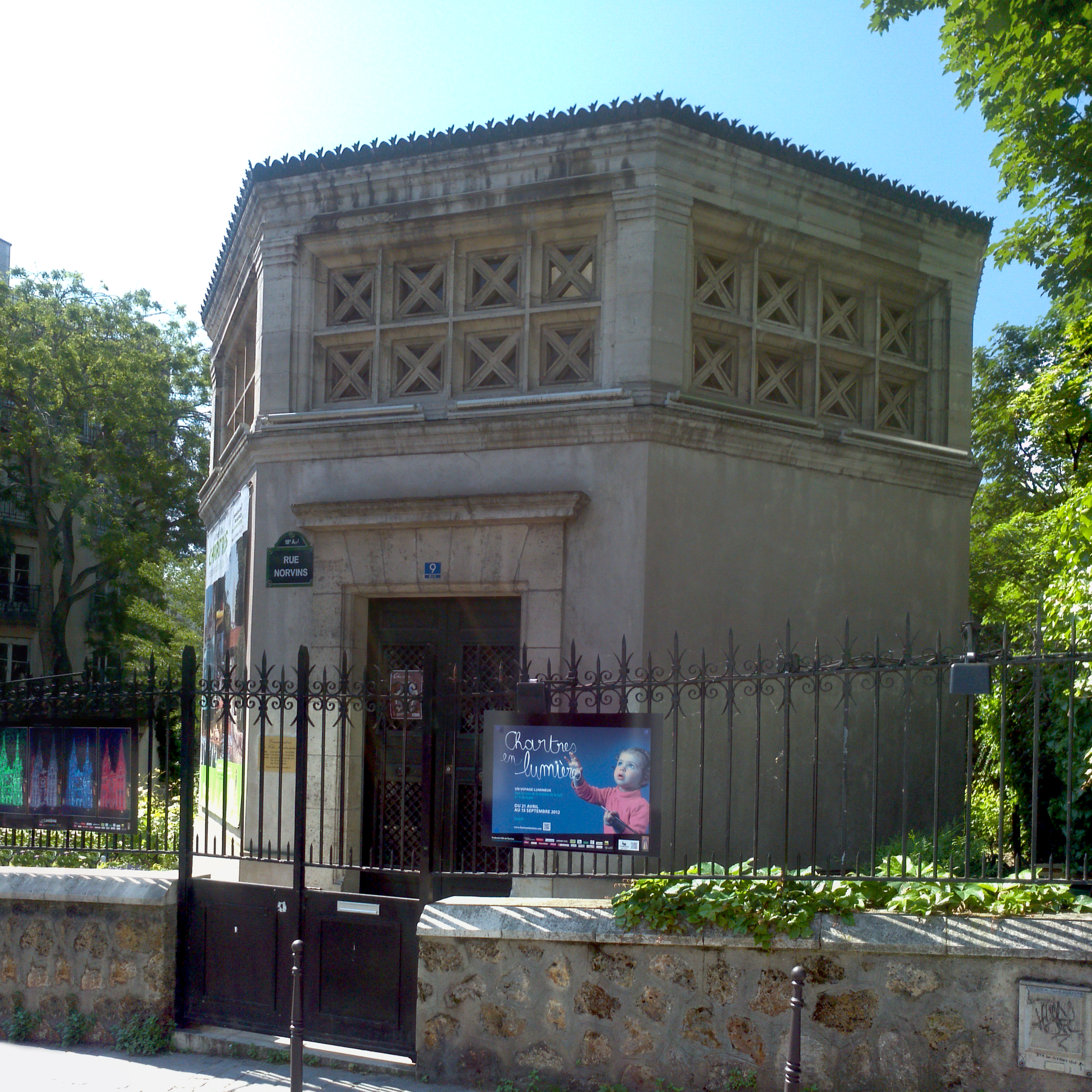
Eingang von der Rue Norvins

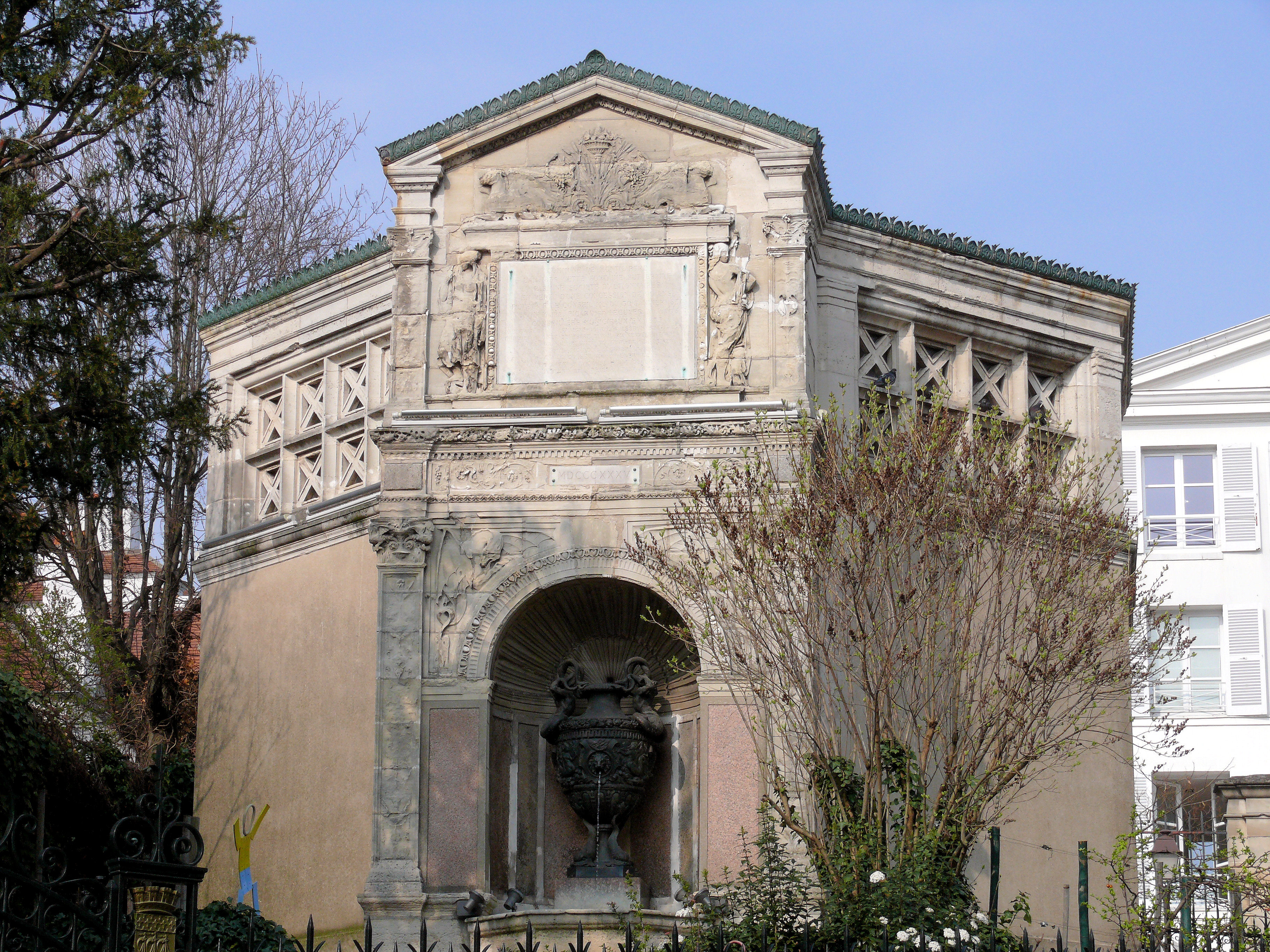
Südseite des ehemaligen Wasserspeichers mit dem Brunnen

Das 1835 erbaute Château d’eau de Montmartre ist ein ehemaliger Wasserspeicher im 18. Pariser Arrondissement und Teil der Fontaine du Château d’eau de Montmartre.
Das Gebäude wurde im Stil des Klassizismus errichtet. Es ist ringsum von einem kleinen Park umgeben und durch einen festen, kunstvoll verzierten Zaun von der Straße getrennt. Ursprünglich diente es zur Wasserspeicherung. Nach seiner Erbauung wurde damit der große Wassermangel im Dorf Montmartre gemildert. Mit einer Pumpe wurde Wasser aus der Seine entnommen und hierher gefördert. Eine weitere in der Nähe befindliche Pumpe sorgte für die Weiterleitung des Wassers. Bereits im späten 19. Jahrhundert wurde das Gebäude mit der Fertigstellung des Aqueduc de la Dhuis seiner Funktion enthoben.
Die glatten Kalksteinwände sind im Erdgeschoss fensterlos. Auf der Nordseite zur Straße hin befindet sich die doppelflüglige, hölzerne Eingangstür, genau gegenüber, zum Hang hin ein tempelartiger Vorbau mit Brunnen. Oberhalb des Gesimses sind auf jeder der acht Wände (mit Ausnahme der Südseite) acht quadratische Öffnungen, die dem Innenraum Licht geben. Auf der Südseite befindet sich an der gleichen Stelle, umrahmt von allegorischen Figuren, eine Steinplatte mit einer Memoiralschrift:

„COMMUNE DE MONTMARTE –
L’AN 1835 CETTE FONTAINE FUT ERIGUEE PAR UNE SOCIETE D’ACTIONNAIRES EN VERTU D'UNE CONCESSION DE 99 ANS FAITE PAR UN CONSEIL MAL DU 30 JANVIER 1834 VERON MAIRE. PICARD ET LECUYER ADJOINTS CONSEILLERS MUNICIPAUX EN 1835“

Sämtliche Steinarbeiten sind verwittert. Die Kuppel des Gebäudes ist mit einer Laterne bekrönt. Das Innere ist mit schlichten Holzpaneelen verkleidet und außer einem massiven Buffet an der Südwand ohne weitere Einrichtungsgegenstände. Es wird für Zusammenkünfte, Empfänge und Vernissagen genutzt. Das Gebäude steht nur an wenigen Tagen im Jahr für Besucher offen. Als Architekt wird Titeux de Fresnoy angenommen, die Skulpturen sind von Bandeville.
Der Brunnen an der Rückseite des Gebäudes wird aus einer etwa dreieinhalb Meter hohen Bronze-Urne gespeist, in ihrer Art eine der ältesten und größten in Paris. Sie ist mit Meerjungfrauen, Tritonen und einem Löwenkopf in hohem Relief verziert. Auf den Griffen sind Meerestiere zu sehen. In der Mitte der Urne entspringt ein Rinnsal.
Das Gebäude wird von der Weinbruderschaft Commanderie du Clos Montmartre genutzt.